# Jens Lorenz Franzen
Jens Lorenz Franzen (* 27. April 1937 in Bremen; † 21. November 2018 in Freiburg i. Breisgau) war ein deutscher Paläontologe. Zuletzt war er Leiter der Abteilung Paläoanthropologie und Quartär-Paläontologie am Forschungsinstitut Senckenberg in Frankfurt am Main. Er nahm an Fossilfundstätten in Deutschland – wie Messel, Dorn-Dürkheim und Eppelsheim – wissenschaftliche Grabungen vor und entdeckte und beschrieb viele bis dahin unbekannte fossile Säugetierarten.

## Leben
Von 1968 bis 1969 war Franzen wissenschaftlicher Assistent am Geologisch-Paläontologischen Institut der Albert-Ludwigs-Universität Freiburg, von 1969 bis 1970 wissenschaftlicher Assistent (DFG) von Gustav Heinrich Ralph von Koenigswald und von 1971 bis 1977 wissenschaftlicher Assistent am Forschungsinstitut Senckenberg in Frankfurt am Main. In den Jahren von 1973 bis 1984 befasste sich Franzen mit der Initiierung und Organisation des Protestes der Internationalen Wissenschaft gegen eine Mülldeponie in der Grube Messel bei Darmstadt.
Zwischen 1975 und 1984 folgte der Aufbau und die Leitung des Grabungsprogramms des Forschungsinstitutes Senckenberg in der Grube Messel. 1987 wirkte Franzen als wissenschaftlicher Berater der Gemeinde Messel beim Prozess vor dem Hessischen Verwaltungsgerichtshof in Kassel. Von 1977 bis 2000 war er Kustos und Sektionsleiter Paläoanthropologie am Forschungsinstitut Senckenberg, von 1982 bis 1999 Leiter der Abteilung Paläoanthropologie am Forschungsinstitut Senckenberg in Frankfurt am Main und ab 1. Januar 2000 Leiter der Abteilung Paläoanthropologie und Quartärpaläontologie am Forschungsinstitut Senckenberg in Frankfurt am Main und in Weimar. Von 1989 bis 2000 war er Mitglied und von 1992 bis 2000 Erster Vorsitzender des Wissenschaftsausschusses des Forschungsinstitutes Senckenberg, zugleich Mitglied des Verwaltungsrates der Senckenbergischen Naturforschenden Gesellschaft. Seit dem 1. September 2000 war er im Ruhestand und ehrenamtlicher Mitarbeiter am Forschungsinstitut Senckenberg sowie an der Abteilung Geowissenschaften des Naturhistorischen Museum Basel.
Franzen wurde 1998 Erster Preisträger des Friedrich-von-Alberti-Preises (für seine Studien zur Stammesgeschichte des Menschen und zur Erforschung und Erhaltung des UNESCO-Weltnaturerbes Grube Messel. (Laudatio)) und 2003 Ehrenmitglied des Fördervereins Dinotherium-Museum Eppelsheim. Er hat das Konzept für das 2001 eröffnete Dinotherium-Museum in Eppelsheim geprägt, das den Namen des fossilen Rüsseltieres Dinotherium trägt. 2009 war er einer der Autoren der von einer großen Medienresonanz begleiteten Erstbeschreibung des fossilen Primaten Darwinius aus Messel, der stammesgeschichtlich dem letzten gemeinsamen Vorfahren der Trockennasenaffen und Feuchtnasenaffen nahesteht.
Die Kunsthistorikerin und Museumsdirektorin Brigitte Franzen ist seine Tochter.

## Wirken
Franzen befasste sich mit paläogenen Equoidea (Palaeotherien, Equiden, Messeler Urpferde), den Primaten von Messel, außerdem mit den eozänen Säugetieren des Eckfelder Maars (Eckfeld/Vulkaneifel) und den spätmiozänen Großsäugern (Tapire, Chalicotherien von Dorn-Dürkheim), sowie mit der Säugetierchronologie des europäischen Eozäns und Obermiozäns.
Franzen nahm an Ausgrabungen und Expeditionen in Europa, Afrika und Amerika teil. Er grub in der Fossilienfundstätte Grube Messel bei Darmstadt in Hessen (1975–1984), in Dorn-Dürkheim in Rheinland-Pfalz (1973–1979, 1985–1986, 1989–1996) und in Eppelsheim in Rheinland-Pfalz (1996–2002). In Eppelsheim und Dorn-Dürkheim befinden sich Ablagerungen des Ur-Rheins (Dinotheriensande). Außerdem nahm Franzen paläontologische und paläoanthropologische Untersuchungen in Marokko (1971), Libyen (1972), Griechenland (1963, 1975) und Mexiko (1991, 1992) vor.
Franzen war Mitglied bei zahlreichen renommierten Gesellschaften: Society of Vertebrate Paleontology, Paläontologische Gesellschaft, Oberrheinischer Geologischer Verein, Naturforschende Gesellschaft Freiburg i. Br., Archäologische Gesellschaft Hessen, Museumsverein Messel und Förderverein Dinotherium-Museum Eppelsheim.
Der Paläontologe untersuchte zahlreiche fossile Säugetiere aus dem Tertiär – vor allem aus dem Eozän und Miozän –, beschrieb und benannte sie.

### Neue Gattungen
- Pseudopalaeotherium Franzen, 1972
- Messelobunodon Franzen, 1981
- Hallensia Franzen & Haubold, 1986
- Neufferia Franzen, 1994
- Lutzia Franzen, 1994, präokkupiert durch Lutzia Theobald, 1903, gültig jetzt Herbertlutzius Franzen, 2009
- Godinotia Franzen, 2000
- Eurohippus Franzen, 2006
- Darwinius Franzen et al., 2009

### Neue Arten
- Palaeotherium pomeli Franzen, 1968
- Pseudopalaeotherium longirostratum Franzen, 1972
- Messelobunodon schaeferi Franzen, 1981
- Messelobunodon ceciliensis Franzen & Krumbiegel, 1980
- Europolemur koenigswaldi Franzen, 1987
- Hallensia matthesi Franzen & Haubold 1986
- Hallensia parisiensis Franzen, 1990
- Neufferia manderscheidi Franzen, 1994
- Lutzia eckfeldensis Franzen, 1994
- Lophiotherium sondaari Franzen, 1999
- Europolemur kelleri Franzen, 2000
- Plesiosorex roosi Franzen, Fejfar & Storch, 2003

### Neue Unterarten
- Palaeotherium castrense robiacense Franzen, 1968
- Palaeotherium crassum robustum Franzen, 1968
- Palaeotherium muehlbergi praecursum Franzen, 1968
- Palaeotherium curtum villerealense Franzen, 1968
- Palaeotherium curtum frohnstettense Franzen, 1968
- Palaeotherium duvali priscum Franzen, 1968

## Dedikationsnamen
Zu Ehren von Franzen sind etliche fossile Tierarten benannt worden. Im Bereich der Gattungen und Untergattungen Franzenium n.g. (Casanovas-Cladellas & Santafé-Llopis, 1989) und Franzenitherium n.subg. (Remy, J.A., 1992). Außerdem die neuentdeckten Arten Palaeotherium franzeni n.sp. (Casanovas-Cladellas, 1980), Masillabune franzeni n.sp. Erfurt & Haubold, 1989, Neochelys franzeni n.sp. (Schleich, 1993) und Tachypteron franzeni n.sp. (Storch, Sigé & Habersetzer, 2002)

## Wissenschaftliche Publikationen (Auswahl)
- Neue Säugerfunde aus dem Eozän des Eckfelder Maares bei Manderscheid (Eifel). In: Mainzer Naturwiss. Arch. Beiheft 16, Mainz 1994, S. 189–211.
- Die Equoidea des europäischen Mitteleozäns. In: Hallesches Jb. Geowiss. Band 17, Halle 1995, S. 31–45.
- Ein Koprolith als Leckerbissen. Der siebte Primatenfund aus Messel. In: Natur u. Museum. Band 127, Nr. 2, Frankfurt am Main 1997, S. 46–53.
- Der sechste Messel-Primate (Mammalia, Primates, Notharctidae, Cercamoniinae). In: Senckenbergiana lethaea. Band 80, Frankfurt am Main 2000, S. 289–303.
- First fossil primates from the Eckfeld Maar, Middle Eocene (Eifel, Germany). In: Eclogae geologicae Helvetiae. Band 97, Basel 2004, S. 213–220.
- Die Urpferde der Morgenröte. Ursprung und Evolution der Pferde. Spektrum Akademischer Verlag (Elsevier), Heidelberg 2007, ISBN 978-3-8274-1680-3.